# Гангские дельфины
Гангские дельфины (лат. Platanistidae) — семейство зубатых китов из надсемейства Platanistoidea. Включает два современных вида — гангский дельфин (Platanista gangetica) и индский дельфин (Platanista minor). Хотя индский дельфин иногда рассматривается как подвид гангского, в исследованиях 2015 и 2021 годов была обоснована его видовая самостоятельность. Кроме того, к семейству относят ряд вымерших родов.
В некоторых классификациях XX века (например, Simpson, 1945) к семейству Platanistidae причисляются все представители нетаксономической группы речных дельфинов.

## Классификация
По данным сайта Paleobiology Database, на октябрь 2021 года в семейство включают 6 вымерших родов и 1 современный:
- † Araeodelphis Kellogg, 1957
- † Dilophodelphis Boersma et al., 2017
- † Pachyacanthus Brandt, 1871
- † Pomatodelphis Allen, 1921
- † Prepomatodelphis Barnes, 2002
- † Zarhachis Cope, 1868
- Гангские дельфины (Platanista Wagler, 1830)

Также в семейство включают род "Tachyrgrhynchus" Odreman-Rivas, 1997, рассматриваемый в статусе nomen nudum (ископаемые остатки никогда не были описаны, проиллюстрированы или причислены к какой-либо научной коллекции).
Роды Prepomatodelphis, Zarhachis и Pomatodelphis иногда включают в вымершее подсемейство Pomatodelphininae, Platanista — в подсемейство Platanistinae. 